# كاروانسرا (نقدة)
كاروانسرا هي قرية في مقاطعة نقدة، إيران. يقدر عدد سكانها بـ 895 نسمة بحسب إحصاء 2016.